# Bonifác I.
Svatý Bonifác I. (zemřel 4. září 422) byl papež katolické církve od 28. prosince 418 do 4. září 422.

## Život
S pomocí císaře Honoria se prosadil proti protikandidátovi a vzdoropapeži Eulaliovi. Pokračoval v boji s pelagianismem.
Prosadil zákon zakazující otrokům stát se kněžími.
Byl pochován na Via Salaria.